# Michail Barulin
Michail Michailovič Barulin (in russo Михаил Михайлович Барулин?; Mosca, 19 ottobre 1897 – Mosca, 23 maggio 1943) è stato un compositore di scacchi sovietico.
È considerato uno dei creatori del due mosse moderno. Fu redattore della sezione problemistica delle riviste "64" (1935-1941) e Schachmaty v SSSR (1938-1942). Insieme a Guljaev e Isaev scrisse il libro 300 schachmatnych zadatch (300 Problemi di scacchi, Mosca, 1933).
Nel 1943 si sparse la voce che fosse stato arrestato e inviato in un gulag, ma nonostante fosse stato incriminato venne poi riabilitato e rilasciato.
Sono legati al suo nome due temi dei sistemi antiduale: nel « Barulin I » il duale è evitato per inchiodature indiretta di pezzi bianchi provocati dalle difese; nel « Barulin II » si ha un'autoinchiodatura a turno di due pezzi neri, con possibilità virtuale di due matti, uno dei quali è inattuabile per la schiodatura di un pezzo nero inchiodato.  Il problema presentato a sinistra è un esempio di questo secondo tema.

## Problemi d'esempio
|   | a | b | c | d | e | f | g | h |   |
| 8 | d8 torre del nero · b7 pedone del bianco · c7 torre del bianco · a6 cavallo del bianco · b6 alfiere del bianco · c6 alfiere del bianco · b5 cavallo del bianco · a4 re del bianco · c4 re del nero · d4 pedone del nero · f4 alfiere del nero · h4 torre del bianco · b3 pedone del nero · a2 alfiere del nero · e2 pedone del bianco · f2 pedone del nero · g2 pedone del bianco · h2 donna del nero · b1 torre del nero · f1 donna del bianco | d8 torre del nero · b7 pedone del bianco · c7 torre del bianco · a6 cavallo del bianco · b6 alfiere del bianco · c6 alfiere del bianco · b5 cavallo del bianco · a4 re del bianco · c4 re del nero · d4 pedone del nero · f4 alfiere del nero · h4 torre del bianco · b3 pedone del nero · a2 alfiere del nero · e2 pedone del bianco · f2 pedone del nero · g2 pedone del bianco · h2 donna del nero · b1 torre del nero · f1 donna del bianco | d8 torre del nero · b7 pedone del bianco · c7 torre del bianco · a6 cavallo del bianco · b6 alfiere del bianco · c6 alfiere del bianco · b5 cavallo del bianco · a4 re del bianco · c4 re del nero · d4 pedone del nero · f4 alfiere del nero · h4 torre del bianco · b3 pedone del nero · a2 alfiere del nero · e2 pedone del bianco · f2 pedone del nero · g2 pedone del bianco · h2 donna del nero · b1 torre del nero · f1 donna del bianco | d8 torre del nero · b7 pedone del bianco · c7 torre del bianco · a6 cavallo del bianco · b6 alfiere del bianco · c6 alfiere del bianco · b5 cavallo del bianco · a4 re del bianco · c4 re del nero · d4 pedone del nero · f4 alfiere del nero · h4 torre del bianco · b3 pedone del nero · a2 alfiere del nero · e2 pedone del bianco · f2 pedone del nero · g2 pedone del bianco · h2 donna del nero · b1 torre del nero · f1 donna del bianco | d8 torre del nero · b7 pedone del bianco · c7 torre del bianco · a6 cavallo del bianco · b6 alfiere del bianco · c6 alfiere del bianco · b5 cavallo del bianco · a4 re del bianco · c4 re del nero · d4 pedone del nero · f4 alfiere del nero · h4 torre del bianco · b3 pedone del nero · a2 alfiere del nero · e2 pedone del bianco · f2 pedone del nero · g2 pedone del bianco · h2 donna del nero · b1 torre del nero · f1 donna del bianco | d8 torre del nero · b7 pedone del bianco · c7 torre del bianco · a6 cavallo del bianco · b6 alfiere del bianco · c6 alfiere del bianco · b5 cavallo del bianco · a4 re del bianco · c4 re del nero · d4 pedone del nero · f4 alfiere del nero · h4 torre del bianco · b3 pedone del nero · a2 alfiere del nero · e2 pedone del bianco · f2 pedone del nero · g2 pedone del bianco · h2 donna del nero · b1 torre del nero · f1 donna del bianco | d8 torre del nero · b7 pedone del bianco · c7 torre del bianco · a6 cavallo del bianco · b6 alfiere del bianco · c6 alfiere del bianco · b5 cavallo del bianco · a4 re del bianco · c4 re del nero · d4 pedone del nero · f4 alfiere del nero · h4 torre del bianco · b3 pedone del nero · a2 alfiere del nero · e2 pedone del bianco · f2 pedone del nero · g2 pedone del bianco · h2 donna del nero · b1 torre del nero · f1 donna del bianco | d8 torre del nero · b7 pedone del bianco · c7 torre del bianco · a6 cavallo del bianco · b6 alfiere del bianco · c6 alfiere del bianco · b5 cavallo del bianco · a4 re del bianco · c4 re del nero · d4 pedone del nero · f4 alfiere del nero · h4 torre del bianco · b3 pedone del nero · a2 alfiere del nero · e2 pedone del bianco · f2 pedone del nero · g2 pedone del bianco · h2 donna del nero · b1 torre del nero · f1 donna del bianco | 8 |
| 7 | d8 torre del nero · b7 pedone del bianco · c7 torre del bianco · a6 cavallo del bianco · b6 alfiere del bianco · c6 alfiere del bianco · b5 cavallo del bianco · a4 re del bianco · c4 re del nero · d4 pedone del nero · f4 alfiere del nero · h4 torre del bianco · b3 pedone del nero · a2 alfiere del nero · e2 pedone del bianco · f2 pedone del nero · g2 pedone del bianco · h2 donna del nero · b1 torre del nero · f1 donna del bianco | d8 torre del nero · b7 pedone del bianco · c7 torre del bianco · a6 cavallo del bianco · b6 alfiere del bianco · c6 alfiere del bianco · b5 cavallo del bianco · a4 re del bianco · c4 re del nero · d4 pedone del nero · f4 alfiere del nero · h4 torre del bianco · b3 pedone del nero · a2 alfiere del nero · e2 pedone del bianco · f2 pedone del nero · g2 pedone del bianco · h2 donna del nero · b1 torre del nero · f1 donna del bianco | d8 torre del nero · b7 pedone del bianco · c7 torre del bianco · a6 cavallo del bianco · b6 alfiere del bianco · c6 alfiere del bianco · b5 cavallo del bianco · a4 re del bianco · c4 re del nero · d4 pedone del nero · f4 alfiere del nero · h4 torre del bianco · b3 pedone del nero · a2 alfiere del nero · e2 pedone del bianco · f2 pedone del nero · g2 pedone del bianco · h2 donna del nero · b1 torre del nero · f1 donna del bianco | d8 torre del nero · b7 pedone del bianco · c7 torre del bianco · a6 cavallo del bianco · b6 alfiere del bianco · c6 alfiere del bianco · b5 cavallo del bianco · a4 re del bianco · c4 re del nero · d4 pedone del nero · f4 alfiere del nero · h4 torre del bianco · b3 pedone del nero · a2 alfiere del nero · e2 pedone del bianco · f2 pedone del nero · g2 pedone del bianco · h2 donna del nero · b1 torre del nero · f1 donna del bianco | d8 torre del nero · b7 pedone del bianco · c7 torre del bianco · a6 cavallo del bianco · b6 alfiere del bianco · c6 alfiere del bianco · b5 cavallo del bianco · a4 re del bianco · c4 re del nero · d4 pedone del nero · f4 alfiere del nero · h4 torre del bianco · b3 pedone del nero · a2 alfiere del nero · e2 pedone del bianco · f2 pedone del nero · g2 pedone del bianco · h2 donna del nero · b1 torre del nero · f1 donna del bianco | d8 torre del nero · b7 pedone del bianco · c7 torre del bianco · a6 cavallo del bianco · b6 alfiere del bianco · c6 alfiere del bianco · b5 cavallo del bianco · a4 re del bianco · c4 re del nero · d4 pedone del nero · f4 alfiere del nero · h4 torre del bianco · b3 pedone del nero · a2 alfiere del nero · e2 pedone del bianco · f2 pedone del nero · g2 pedone del bianco · h2 donna del nero · b1 torre del nero · f1 donna del bianco | d8 torre del nero · b7 pedone del bianco · c7 torre del bianco · a6 cavallo del bianco · b6 alfiere del bianco · c6 alfiere del bianco · b5 cavallo del bianco · a4 re del bianco · c4 re del nero · d4 pedone del nero · f4 alfiere del nero · h4 torre del bianco · b3 pedone del nero · a2 alfiere del nero · e2 pedone del bianco · f2 pedone del nero · g2 pedone del bianco · h2 donna del nero · b1 torre del nero · f1 donna del bianco | d8 torre del nero · b7 pedone del bianco · c7 torre del bianco · a6 cavallo del bianco · b6 alfiere del bianco · c6 alfiere del bianco · b5 cavallo del bianco · a4 re del bianco · c4 re del nero · d4 pedone del nero · f4 alfiere del nero · h4 torre del bianco · b3 pedone del nero · a2 alfiere del nero · e2 pedone del bianco · f2 pedone del nero · g2 pedone del bianco · h2 donna del nero · b1 torre del nero · f1 donna del bianco | 7 |
| 6 | d8 torre del nero · b7 pedone del bianco · c7 torre del bianco · a6 cavallo del bianco · b6 alfiere del bianco · c6 alfiere del bianco · b5 cavallo del bianco · a4 re del bianco · c4 re del nero · d4 pedone del nero · f4 alfiere del nero · h4 torre del bianco · b3 pedone del nero · a2 alfiere del nero · e2 pedone del bianco · f2 pedone del nero · g2 pedone del bianco · h2 donna del nero · b1 torre del nero · f1 donna del bianco | d8 torre del nero · b7 pedone del bianco · c7 torre del bianco · a6 cavallo del bianco · b6 alfiere del bianco · c6 alfiere del bianco · b5 cavallo del bianco · a4 re del bianco · c4 re del nero · d4 pedone del nero · f4 alfiere del nero · h4 torre del bianco · b3 pedone del nero · a2 alfiere del nero · e2 pedone del bianco · f2 pedone del nero · g2 pedone del bianco · h2 donna del nero · b1 torre del nero · f1 donna del bianco | d8 torre del nero · b7 pedone del bianco · c7 torre del bianco · a6 cavallo del bianco · b6 alfiere del bianco · c6 alfiere del bianco · b5 cavallo del bianco · a4 re del bianco · c4 re del nero · d4 pedone del nero · f4 alfiere del nero · h4 torre del bianco · b3 pedone del nero · a2 alfiere del nero · e2 pedone del bianco · f2 pedone del nero · g2 pedone del bianco · h2 donna del nero · b1 torre del nero · f1 donna del bianco | d8 torre del nero · b7 pedone del bianco · c7 torre del bianco · a6 cavallo del bianco · b6 alfiere del bianco · c6 alfiere del bianco · b5 cavallo del bianco · a4 re del bianco · c4 re del nero · d4 pedone del nero · f4 alfiere del nero · h4 torre del bianco · b3 pedone del nero · a2 alfiere del nero · e2 pedone del bianco · f2 pedone del nero · g2 pedone del bianco · h2 donna del nero · b1 torre del nero · f1 donna del bianco | d8 torre del nero · b7 pedone del bianco · c7 torre del bianco · a6 cavallo del bianco · b6 alfiere del bianco · c6 alfiere del bianco · b5 cavallo del bianco · a4 re del bianco · c4 re del nero · d4 pedone del nero · f4 alfiere del nero · h4 torre del bianco · b3 pedone del nero · a2 alfiere del nero · e2 pedone del bianco · f2 pedone del nero · g2 pedone del bianco · h2 donna del nero · b1 torre del nero · f1 donna del bianco | d8 torre del nero · b7 pedone del bianco · c7 torre del bianco · a6 cavallo del bianco · b6 alfiere del bianco · c6 alfiere del bianco · b5 cavallo del bianco · a4 re del bianco · c4 re del nero · d4 pedone del nero · f4 alfiere del nero · h4 torre del bianco · b3 pedone del nero · a2 alfiere del nero · e2 pedone del bianco · f2 pedone del nero · g2 pedone del bianco · h2 donna del nero · b1 torre del nero · f1 donna del bianco | d8 torre del nero · b7 pedone del bianco · c7 torre del bianco · a6 cavallo del bianco · b6 alfiere del bianco · c6 alfiere del bianco · b5 cavallo del bianco · a4 re del bianco · c4 re del nero · d4 pedone del nero · f4 alfiere del nero · h4 torre del bianco · b3 pedone del nero · a2 alfiere del nero · e2 pedone del bianco · f2 pedone del nero · g2 pedone del bianco · h2 donna del nero · b1 torre del nero · f1 donna del bianco | d8 torre del nero · b7 pedone del bianco · c7 torre del bianco · a6 cavallo del bianco · b6 alfiere del bianco · c6 alfiere del bianco · b5 cavallo del bianco · a4 re del bianco · c4 re del nero · d4 pedone del nero · f4 alfiere del nero · h4 torre del bianco · b3 pedone del nero · a2 alfiere del nero · e2 pedone del bianco · f2 pedone del nero · g2 pedone del bianco · h2 donna del nero · b1 torre del nero · f1 donna del bianco | 6 |
| 5 | d8 torre del nero · b7 pedone del bianco · c7 torre del bianco · a6 cavallo del bianco · b6 alfiere del bianco · c6 alfiere del bianco · b5 cavallo del bianco · a4 re del bianco · c4 re del nero · d4 pedone del nero · f4 alfiere del nero · h4 torre del bianco · b3 pedone del nero · a2 alfiere del nero · e2 pedone del bianco · f2 pedone del nero · g2 pedone del bianco · h2 donna del nero · b1 torre del nero · f1 donna del bianco | d8 torre del nero · b7 pedone del bianco · c7 torre del bianco · a6 cavallo del bianco · b6 alfiere del bianco · c6 alfiere del bianco · b5 cavallo del bianco · a4 re del bianco · c4 re del nero · d4 pedone del nero · f4 alfiere del nero · h4 torre del bianco · b3 pedone del nero · a2 alfiere del nero · e2 pedone del bianco · f2 pedone del nero · g2 pedone del bianco · h2 donna del nero · b1 torre del nero · f1 donna del bianco | d8 torre del nero · b7 pedone del bianco · c7 torre del bianco · a6 cavallo del bianco · b6 alfiere del bianco · c6 alfiere del bianco · b5 cavallo del bianco · a4 re del bianco · c4 re del nero · d4 pedone del nero · f4 alfiere del nero · h4 torre del bianco · b3 pedone del nero · a2 alfiere del nero · e2 pedone del bianco · f2 pedone del nero · g2 pedone del bianco · h2 donna del nero · b1 torre del nero · f1 donna del bianco | d8 torre del nero · b7 pedone del bianco · c7 torre del bianco · a6 cavallo del bianco · b6 alfiere del bianco · c6 alfiere del bianco · b5 cavallo del bianco · a4 re del bianco · c4 re del nero · d4 pedone del nero · f4 alfiere del nero · h4 torre del bianco · b3 pedone del nero · a2 alfiere del nero · e2 pedone del bianco · f2 pedone del nero · g2 pedone del bianco · h2 donna del nero · b1 torre del nero · f1 donna del bianco | d8 torre del nero · b7 pedone del bianco · c7 torre del bianco · a6 cavallo del bianco · b6 alfiere del bianco · c6 alfiere del bianco · b5 cavallo del bianco · a4 re del bianco · c4 re del nero · d4 pedone del nero · f4 alfiere del nero · h4 torre del bianco · b3 pedone del nero · a2 alfiere del nero · e2 pedone del bianco · f2 pedone del nero · g2 pedone del bianco · h2 donna del nero · b1 torre del nero · f1 donna del bianco | d8 torre del nero · b7 pedone del bianco · c7 torre del bianco · a6 cavallo del bianco · b6 alfiere del bianco · c6 alfiere del bianco · b5 cavallo del bianco · a4 re del bianco · c4 re del nero · d4 pedone del nero · f4 alfiere del nero · h4 torre del bianco · b3 pedone del nero · a2 alfiere del nero · e2 pedone del bianco · f2 pedone del nero · g2 pedone del bianco · h2 donna del nero · b1 torre del nero · f1 donna del bianco | d8 torre del nero · b7 pedone del bianco · c7 torre del bianco · a6 cavallo del bianco · b6 alfiere del bianco · c6 alfiere del bianco · b5 cavallo del bianco · a4 re del bianco · c4 re del nero · d4 pedone del nero · f4 alfiere del nero · h4 torre del bianco · b3 pedone del nero · a2 alfiere del nero · e2 pedone del bianco · f2 pedone del nero · g2 pedone del bianco · h2 donna del nero · b1 torre del nero · f1 donna del bianco | d8 torre del nero · b7 pedone del bianco · c7 torre del bianco · a6 cavallo del bianco · b6 alfiere del bianco · c6 alfiere del bianco · b5 cavallo del bianco · a4 re del bianco · c4 re del nero · d4 pedone del nero · f4 alfiere del nero · h4 torre del bianco · b3 pedone del nero · a2 alfiere del nero · e2 pedone del bianco · f2 pedone del nero · g2 pedone del bianco · h2 donna del nero · b1 torre del nero · f1 donna del bianco | 5 |
| 4 | d8 torre del nero · b7 pedone del bianco · c7 torre del bianco · a6 cavallo del bianco · b6 alfiere del bianco · c6 alfiere del bianco · b5 cavallo del bianco · a4 re del bianco · c4 re del nero · d4 pedone del nero · f4 alfiere del nero · h4 torre del bianco · b3 pedone del nero · a2 alfiere del nero · e2 pedone del bianco · f2 pedone del nero · g2 pedone del bianco · h2 donna del nero · b1 torre del nero · f1 donna del bianco | d8 torre del nero · b7 pedone del bianco · c7 torre del bianco · a6 cavallo del bianco · b6 alfiere del bianco · c6 alfiere del bianco · b5 cavallo del bianco · a4 re del bianco · c4 re del nero · d4 pedone del nero · f4 alfiere del nero · h4 torre del bianco · b3 pedone del nero · a2 alfiere del nero · e2 pedone del bianco · f2 pedone del nero · g2 pedone del bianco · h2 donna del nero · b1 torre del nero · f1 donna del bianco | d8 torre del nero · b7 pedone del bianco · c7 torre del bianco · a6 cavallo del bianco · b6 alfiere del bianco · c6 alfiere del bianco · b5 cavallo del bianco · a4 re del bianco · c4 re del nero · d4 pedone del nero · f4 alfiere del nero · h4 torre del bianco · b3 pedone del nero · a2 alfiere del nero · e2 pedone del bianco · f2 pedone del nero · g2 pedone del bianco · h2 donna del nero · b1 torre del nero · f1 donna del bianco | d8 torre del nero · b7 pedone del bianco · c7 torre del bianco · a6 cavallo del bianco · b6 alfiere del bianco · c6 alfiere del bianco · b5 cavallo del bianco · a4 re del bianco · c4 re del nero · d4 pedone del nero · f4 alfiere del nero · h4 torre del bianco · b3 pedone del nero · a2 alfiere del nero · e2 pedone del bianco · f2 pedone del nero · g2 pedone del bianco · h2 donna del nero · b1 torre del nero · f1 donna del bianco | d8 torre del nero · b7 pedone del bianco · c7 torre del bianco · a6 cavallo del bianco · b6 alfiere del bianco · c6 alfiere del bianco · b5 cavallo del bianco · a4 re del bianco · c4 re del nero · d4 pedone del nero · f4 alfiere del nero · h4 torre del bianco · b3 pedone del nero · a2 alfiere del nero · e2 pedone del bianco · f2 pedone del nero · g2 pedone del bianco · h2 donna del nero · b1 torre del nero · f1 donna del bianco | d8 torre del nero · b7 pedone del bianco · c7 torre del bianco · a6 cavallo del bianco · b6 alfiere del bianco · c6 alfiere del bianco · b5 cavallo del bianco · a4 re del bianco · c4 re del nero · d4 pedone del nero · f4 alfiere del nero · h4 torre del bianco · b3 pedone del nero · a2 alfiere del nero · e2 pedone del bianco · f2 pedone del nero · g2 pedone del bianco · h2 donna del nero · b1 torre del nero · f1 donna del bianco | d8 torre del nero · b7 pedone del bianco · c7 torre del bianco · a6 cavallo del bianco · b6 alfiere del bianco · c6 alfiere del bianco · b5 cavallo del bianco · a4 re del bianco · c4 re del nero · d4 pedone del nero · f4 alfiere del nero · h4 torre del bianco · b3 pedone del nero · a2 alfiere del nero · e2 pedone del bianco · f2 pedone del nero · g2 pedone del bianco · h2 donna del nero · b1 torre del nero · f1 donna del bianco | d8 torre del nero · b7 pedone del bianco · c7 torre del bianco · a6 cavallo del bianco · b6 alfiere del bianco · c6 alfiere del bianco · b5 cavallo del bianco · a4 re del bianco · c4 re del nero · d4 pedone del nero · f4 alfiere del nero · h4 torre del bianco · b3 pedone del nero · a2 alfiere del nero · e2 pedone del bianco · f2 pedone del nero · g2 pedone del bianco · h2 donna del nero · b1 torre del nero · f1 donna del bianco | 4 |
| 3 | d8 torre del nero · b7 pedone del bianco · c7 torre del bianco · a6 cavallo del bianco · b6 alfiere del bianco · c6 alfiere del bianco · b5 cavallo del bianco · a4 re del bianco · c4 re del nero · d4 pedone del nero · f4 alfiere del nero · h4 torre del bianco · b3 pedone del nero · a2 alfiere del nero · e2 pedone del bianco · f2 pedone del nero · g2 pedone del bianco · h2 donna del nero · b1 torre del nero · f1 donna del bianco | d8 torre del nero · b7 pedone del bianco · c7 torre del bianco · a6 cavallo del bianco · b6 alfiere del bianco · c6 alfiere del bianco · b5 cavallo del bianco · a4 re del bianco · c4 re del nero · d4 pedone del nero · f4 alfiere del nero · h4 torre del bianco · b3 pedone del nero · a2 alfiere del nero · e2 pedone del bianco · f2 pedone del nero · g2 pedone del bianco · h2 donna del nero · b1 torre del nero · f1 donna del bianco | d8 torre del nero · b7 pedone del bianco · c7 torre del bianco · a6 cavallo del bianco · b6 alfiere del bianco · c6 alfiere del bianco · b5 cavallo del bianco · a4 re del bianco · c4 re del nero · d4 pedone del nero · f4 alfiere del nero · h4 torre del bianco · b3 pedone del nero · a2 alfiere del nero · e2 pedone del bianco · f2 pedone del nero · g2 pedone del bianco · h2 donna del nero · b1 torre del nero · f1 donna del bianco | d8 torre del nero · b7 pedone del bianco · c7 torre del bianco · a6 cavallo del bianco · b6 alfiere del bianco · c6 alfiere del bianco · b5 cavallo del bianco · a4 re del bianco · c4 re del nero · d4 pedone del nero · f4 alfiere del nero · h4 torre del bianco · b3 pedone del nero · a2 alfiere del nero · e2 pedone del bianco · f2 pedone del nero · g2 pedone del bianco · h2 donna del nero · b1 torre del nero · f1 donna del bianco | d8 torre del nero · b7 pedone del bianco · c7 torre del bianco · a6 cavallo del bianco · b6 alfiere del bianco · c6 alfiere del bianco · b5 cavallo del bianco · a4 re del bianco · c4 re del nero · d4 pedone del nero · f4 alfiere del nero · h4 torre del bianco · b3 pedone del nero · a2 alfiere del nero · e2 pedone del bianco · f2 pedone del nero · g2 pedone del bianco · h2 donna del nero · b1 torre del nero · f1 donna del bianco | d8 torre del nero · b7 pedone del bianco · c7 torre del bianco · a6 cavallo del bianco · b6 alfiere del bianco · c6 alfiere del bianco · b5 cavallo del bianco · a4 re del bianco · c4 re del nero · d4 pedone del nero · f4 alfiere del nero · h4 torre del bianco · b3 pedone del nero · a2 alfiere del nero · e2 pedone del bianco · f2 pedone del nero · g2 pedone del bianco · h2 donna del nero · b1 torre del nero · f1 donna del bianco | d8 torre del nero · b7 pedone del bianco · c7 torre del bianco · a6 cavallo del bianco · b6 alfiere del bianco · c6 alfiere del bianco · b5 cavallo del bianco · a4 re del bianco · c4 re del nero · d4 pedone del nero · f4 alfiere del nero · h4 torre del bianco · b3 pedone del nero · a2 alfiere del nero · e2 pedone del bianco · f2 pedone del nero · g2 pedone del bianco · h2 donna del nero · b1 torre del nero · f1 donna del bianco | d8 torre del nero · b7 pedone del bianco · c7 torre del bianco · a6 cavallo del bianco · b6 alfiere del bianco · c6 alfiere del bianco · b5 cavallo del bianco · a4 re del bianco · c4 re del nero · d4 pedone del nero · f4 alfiere del nero · h4 torre del bianco · b3 pedone del nero · a2 alfiere del nero · e2 pedone del bianco · f2 pedone del nero · g2 pedone del bianco · h2 donna del nero · b1 torre del nero · f1 donna del bianco | 3 |
| 2 | d8 torre del nero · b7 pedone del bianco · c7 torre del bianco · a6 cavallo del bianco · b6 alfiere del bianco · c6 alfiere del bianco · b5 cavallo del bianco · a4 re del bianco · c4 re del nero · d4 pedone del nero · f4 alfiere del nero · h4 torre del bianco · b3 pedone del nero · a2 alfiere del nero · e2 pedone del bianco · f2 pedone del nero · g2 pedone del bianco · h2 donna del nero · b1 torre del nero · f1 donna del bianco | d8 torre del nero · b7 pedone del bianco · c7 torre del bianco · a6 cavallo del bianco · b6 alfiere del bianco · c6 alfiere del bianco · b5 cavallo del bianco · a4 re del bianco · c4 re del nero · d4 pedone del nero · f4 alfiere del nero · h4 torre del bianco · b3 pedone del nero · a2 alfiere del nero · e2 pedone del bianco · f2 pedone del nero · g2 pedone del bianco · h2 donna del nero · b1 torre del nero · f1 donna del bianco | d8 torre del nero · b7 pedone del bianco · c7 torre del bianco · a6 cavallo del bianco · b6 alfiere del bianco · c6 alfiere del bianco · b5 cavallo del bianco · a4 re del bianco · c4 re del nero · d4 pedone del nero · f4 alfiere del nero · h4 torre del bianco · b3 pedone del nero · a2 alfiere del nero · e2 pedone del bianco · f2 pedone del nero · g2 pedone del bianco · h2 donna del nero · b1 torre del nero · f1 donna del bianco | d8 torre del nero · b7 pedone del bianco · c7 torre del bianco · a6 cavallo del bianco · b6 alfiere del bianco · c6 alfiere del bianco · b5 cavallo del bianco · a4 re del bianco · c4 re del nero · d4 pedone del nero · f4 alfiere del nero · h4 torre del bianco · b3 pedone del nero · a2 alfiere del nero · e2 pedone del bianco · f2 pedone del nero · g2 pedone del bianco · h2 donna del nero · b1 torre del nero · f1 donna del bianco | d8 torre del nero · b7 pedone del bianco · c7 torre del bianco · a6 cavallo del bianco · b6 alfiere del bianco · c6 alfiere del bianco · b5 cavallo del bianco · a4 re del bianco · c4 re del nero · d4 pedone del nero · f4 alfiere del nero · h4 torre del bianco · b3 pedone del nero · a2 alfiere del nero · e2 pedone del bianco · f2 pedone del nero · g2 pedone del bianco · h2 donna del nero · b1 torre del nero · f1 donna del bianco | d8 torre del nero · b7 pedone del bianco · c7 torre del bianco · a6 cavallo del bianco · b6 alfiere del bianco · c6 alfiere del bianco · b5 cavallo del bianco · a4 re del bianco · c4 re del nero · d4 pedone del nero · f4 alfiere del nero · h4 torre del bianco · b3 pedone del nero · a2 alfiere del nero · e2 pedone del bianco · f2 pedone del nero · g2 pedone del bianco · h2 donna del nero · b1 torre del nero · f1 donna del bianco | d8 torre del nero · b7 pedone del bianco · c7 torre del bianco · a6 cavallo del bianco · b6 alfiere del bianco · c6 alfiere del bianco · b5 cavallo del bianco · a4 re del bianco · c4 re del nero · d4 pedone del nero · f4 alfiere del nero · h4 torre del bianco · b3 pedone del nero · a2 alfiere del nero · e2 pedone del bianco · f2 pedone del nero · g2 pedone del bianco · h2 donna del nero · b1 torre del nero · f1 donna del bianco | d8 torre del nero · b7 pedone del bianco · c7 torre del bianco · a6 cavallo del bianco · b6 alfiere del bianco · c6 alfiere del bianco · b5 cavallo del bianco · a4 re del bianco · c4 re del nero · d4 pedone del nero · f4 alfiere del nero · h4 torre del bianco · b3 pedone del nero · a2 alfiere del nero · e2 pedone del bianco · f2 pedone del nero · g2 pedone del bianco · h2 donna del nero · b1 torre del nero · f1 donna del bianco | 2 |
| 1 | d8 torre del nero · b7 pedone del bianco · c7 torre del bianco · a6 cavallo del bianco · b6 alfiere del bianco · c6 alfiere del bianco · b5 cavallo del bianco · a4 re del bianco · c4 re del nero · d4 pedone del nero · f4 alfiere del nero · h4 torre del bianco · b3 pedone del nero · a2 alfiere del nero · e2 pedone del bianco · f2 pedone del nero · g2 pedone del bianco · h2 donna del nero · b1 torre del nero · f1 donna del bianco | d8 torre del nero · b7 pedone del bianco · c7 torre del bianco · a6 cavallo del bianco · b6 alfiere del bianco · c6 alfiere del bianco · b5 cavallo del bianco · a4 re del bianco · c4 re del nero · d4 pedone del nero · f4 alfiere del nero · h4 torre del bianco · b3 pedone del nero · a2 alfiere del nero · e2 pedone del bianco · f2 pedone del nero · g2 pedone del bianco · h2 donna del nero · b1 torre del nero · f1 donna del bianco | d8 torre del nero · b7 pedone del bianco · c7 torre del bianco · a6 cavallo del bianco · b6 alfiere del bianco · c6 alfiere del bianco · b5 cavallo del bianco · a4 re del bianco · c4 re del nero · d4 pedone del nero · f4 alfiere del nero · h4 torre del bianco · b3 pedone del nero · a2 alfiere del nero · e2 pedone del bianco · f2 pedone del nero · g2 pedone del bianco · h2 donna del nero · b1 torre del nero · f1 donna del bianco | d8 torre del nero · b7 pedone del bianco · c7 torre del bianco · a6 cavallo del bianco · b6 alfiere del bianco · c6 alfiere del bianco · b5 cavallo del bianco · a4 re del bianco · c4 re del nero · d4 pedone del nero · f4 alfiere del nero · h4 torre del bianco · b3 pedone del nero · a2 alfiere del nero · e2 pedone del bianco · f2 pedone del nero · g2 pedone del bianco · h2 donna del nero · b1 torre del nero · f1 donna del bianco | d8 torre del nero · b7 pedone del bianco · c7 torre del bianco · a6 cavallo del bianco · b6 alfiere del bianco · c6 alfiere del bianco · b5 cavallo del bianco · a4 re del bianco · c4 re del nero · d4 pedone del nero · f4 alfiere del nero · h4 torre del bianco · b3 pedone del nero · a2 alfiere del nero · e2 pedone del bianco · f2 pedone del nero · g2 pedone del bianco · h2 donna del nero · b1 torre del nero · f1 donna del bianco | d8 torre del nero · b7 pedone del bianco · c7 torre del bianco · a6 cavallo del bianco · b6 alfiere del bianco · c6 alfiere del bianco · b5 cavallo del bianco · a4 re del bianco · c4 re del nero · d4 pedone del nero · f4 alfiere del nero · h4 torre del bianco · b3 pedone del nero · a2 alfiere del nero · e2 pedone del bianco · f2 pedone del nero · g2 pedone del bianco · h2 donna del nero · b1 torre del nero · f1 donna del bianco | d8 torre del nero · b7 pedone del bianco · c7 torre del bianco · a6 cavallo del bianco · b6 alfiere del bianco · c6 alfiere del bianco · b5 cavallo del bianco · a4 re del bianco · c4 re del nero · d4 pedone del nero · f4 alfiere del nero · h4 torre del bianco · b3 pedone del nero · a2 alfiere del nero · e2 pedone del bianco · f2 pedone del nero · g2 pedone del bianco · h2 donna del nero · b1 torre del nero · f1 donna del bianco | d8 torre del nero · b7 pedone del bianco · c7 torre del bianco · a6 cavallo del bianco · b6 alfiere del bianco · c6 alfiere del bianco · b5 cavallo del bianco · a4 re del bianco · c4 re del nero · d4 pedone del nero · f4 alfiere del nero · h4 torre del bianco · b3 pedone del nero · a2 alfiere del nero · e2 pedone del bianco · f2 pedone del nero · g2 pedone del bianco · h2 donna del nero · b1 torre del nero · f1 donna del bianco | 1 |
|   | a | b | c | d | e | f | g | h |   |

Soluzione:
1. Aa5 !  (min. 2. Ca3#)

1... d3  2. Af3#

|   | a | b | c | d | e | f | g | h |   |
| 8 | c8 alfiere del nero · d8 alfiere del bianco · f8 alfiere del nero · h8 cavallo del nero · e7 cavallo del bianco · g7 pedone del nero · h7 re del bianco · g6 donna del bianco · g5 pedone del bianco · h5 pedone del nero · f4 pedone del bianco · g4 pedone del nero · h4 re del nero · g3 pedone del nero · a2 pedone del nero · g2 pedone del bianco | c8 alfiere del nero · d8 alfiere del bianco · f8 alfiere del nero · h8 cavallo del nero · e7 cavallo del bianco · g7 pedone del nero · h7 re del bianco · g6 donna del bianco · g5 pedone del bianco · h5 pedone del nero · f4 pedone del bianco · g4 pedone del nero · h4 re del nero · g3 pedone del nero · a2 pedone del nero · g2 pedone del bianco | c8 alfiere del nero · d8 alfiere del bianco · f8 alfiere del nero · h8 cavallo del nero · e7 cavallo del bianco · g7 pedone del nero · h7 re del bianco · g6 donna del bianco · g5 pedone del bianco · h5 pedone del nero · f4 pedone del bianco · g4 pedone del nero · h4 re del nero · g3 pedone del nero · a2 pedone del nero · g2 pedone del bianco | c8 alfiere del nero · d8 alfiere del bianco · f8 alfiere del nero · h8 cavallo del nero · e7 cavallo del bianco · g7 pedone del nero · h7 re del bianco · g6 donna del bianco · g5 pedone del bianco · h5 pedone del nero · f4 pedone del bianco · g4 pedone del nero · h4 re del nero · g3 pedone del nero · a2 pedone del nero · g2 pedone del bianco | c8 alfiere del nero · d8 alfiere del bianco · f8 alfiere del nero · h8 cavallo del nero · e7 cavallo del bianco · g7 pedone del nero · h7 re del bianco · g6 donna del bianco · g5 pedone del bianco · h5 pedone del nero · f4 pedone del bianco · g4 pedone del nero · h4 re del nero · g3 pedone del nero · a2 pedone del nero · g2 pedone del bianco | c8 alfiere del nero · d8 alfiere del bianco · f8 alfiere del nero · h8 cavallo del nero · e7 cavallo del bianco · g7 pedone del nero · h7 re del bianco · g6 donna del bianco · g5 pedone del bianco · h5 pedone del nero · f4 pedone del bianco · g4 pedone del nero · h4 re del nero · g3 pedone del nero · a2 pedone del nero · g2 pedone del bianco | c8 alfiere del nero · d8 alfiere del bianco · f8 alfiere del nero · h8 cavallo del nero · e7 cavallo del bianco · g7 pedone del nero · h7 re del bianco · g6 donna del bianco · g5 pedone del bianco · h5 pedone del nero · f4 pedone del bianco · g4 pedone del nero · h4 re del nero · g3 pedone del nero · a2 pedone del nero · g2 pedone del bianco | c8 alfiere del nero · d8 alfiere del bianco · f8 alfiere del nero · h8 cavallo del nero · e7 cavallo del bianco · g7 pedone del nero · h7 re del bianco · g6 donna del bianco · g5 pedone del bianco · h5 pedone del nero · f4 pedone del bianco · g4 pedone del nero · h4 re del nero · g3 pedone del nero · a2 pedone del nero · g2 pedone del bianco | 8 |
| 7 | c8 alfiere del nero · d8 alfiere del bianco · f8 alfiere del nero · h8 cavallo del nero · e7 cavallo del bianco · g7 pedone del nero · h7 re del bianco · g6 donna del bianco · g5 pedone del bianco · h5 pedone del nero · f4 pedone del bianco · g4 pedone del nero · h4 re del nero · g3 pedone del nero · a2 pedone del nero · g2 pedone del bianco | c8 alfiere del nero · d8 alfiere del bianco · f8 alfiere del nero · h8 cavallo del nero · e7 cavallo del bianco · g7 pedone del nero · h7 re del bianco · g6 donna del bianco · g5 pedone del bianco · h5 pedone del nero · f4 pedone del bianco · g4 pedone del nero · h4 re del nero · g3 pedone del nero · a2 pedone del nero · g2 pedone del bianco | c8 alfiere del nero · d8 alfiere del bianco · f8 alfiere del nero · h8 cavallo del nero · e7 cavallo del bianco · g7 pedone del nero · h7 re del bianco · g6 donna del bianco · g5 pedone del bianco · h5 pedone del nero · f4 pedone del bianco · g4 pedone del nero · h4 re del nero · g3 pedone del nero · a2 pedone del nero · g2 pedone del bianco | c8 alfiere del nero · d8 alfiere del bianco · f8 alfiere del nero · h8 cavallo del nero · e7 cavallo del bianco · g7 pedone del nero · h7 re del bianco · g6 donna del bianco · g5 pedone del bianco · h5 pedone del nero · f4 pedone del bianco · g4 pedone del nero · h4 re del nero · g3 pedone del nero · a2 pedone del nero · g2 pedone del bianco | c8 alfiere del nero · d8 alfiere del bianco · f8 alfiere del nero · h8 cavallo del nero · e7 cavallo del bianco · g7 pedone del nero · h7 re del bianco · g6 donna del bianco · g5 pedone del bianco · h5 pedone del nero · f4 pedone del bianco · g4 pedone del nero · h4 re del nero · g3 pedone del nero · a2 pedone del nero · g2 pedone del bianco | c8 alfiere del nero · d8 alfiere del bianco · f8 alfiere del nero · h8 cavallo del nero · e7 cavallo del bianco · g7 pedone del nero · h7 re del bianco · g6 donna del bianco · g5 pedone del bianco · h5 pedone del nero · f4 pedone del bianco · g4 pedone del nero · h4 re del nero · g3 pedone del nero · a2 pedone del nero · g2 pedone del bianco | c8 alfiere del nero · d8 alfiere del bianco · f8 alfiere del nero · h8 cavallo del nero · e7 cavallo del bianco · g7 pedone del nero · h7 re del bianco · g6 donna del bianco · g5 pedone del bianco · h5 pedone del nero · f4 pedone del bianco · g4 pedone del nero · h4 re del nero · g3 pedone del nero · a2 pedone del nero · g2 pedone del bianco | c8 alfiere del nero · d8 alfiere del bianco · f8 alfiere del nero · h8 cavallo del nero · e7 cavallo del bianco · g7 pedone del nero · h7 re del bianco · g6 donna del bianco · g5 pedone del bianco · h5 pedone del nero · f4 pedone del bianco · g4 pedone del nero · h4 re del nero · g3 pedone del nero · a2 pedone del nero · g2 pedone del bianco | 7 |
| 6 | c8 alfiere del nero · d8 alfiere del bianco · f8 alfiere del nero · h8 cavallo del nero · e7 cavallo del bianco · g7 pedone del nero · h7 re del bianco · g6 donna del bianco · g5 pedone del bianco · h5 pedone del nero · f4 pedone del bianco · g4 pedone del nero · h4 re del nero · g3 pedone del nero · a2 pedone del nero · g2 pedone del bianco | c8 alfiere del nero · d8 alfiere del bianco · f8 alfiere del nero · h8 cavallo del nero · e7 cavallo del bianco · g7 pedone del nero · h7 re del bianco · g6 donna del bianco · g5 pedone del bianco · h5 pedone del nero · f4 pedone del bianco · g4 pedone del nero · h4 re del nero · g3 pedone del nero · a2 pedone del nero · g2 pedone del bianco | c8 alfiere del nero · d8 alfiere del bianco · f8 alfiere del nero · h8 cavallo del nero · e7 cavallo del bianco · g7 pedone del nero · h7 re del bianco · g6 donna del bianco · g5 pedone del bianco · h5 pedone del nero · f4 pedone del bianco · g4 pedone del nero · h4 re del nero · g3 pedone del nero · a2 pedone del nero · g2 pedone del bianco | c8 alfiere del nero · d8 alfiere del bianco · f8 alfiere del nero · h8 cavallo del nero · e7 cavallo del bianco · g7 pedone del nero · h7 re del bianco · g6 donna del bianco · g5 pedone del bianco · h5 pedone del nero · f4 pedone del bianco · g4 pedone del nero · h4 re del nero · g3 pedone del nero · a2 pedone del nero · g2 pedone del bianco | c8 alfiere del nero · d8 alfiere del bianco · f8 alfiere del nero · h8 cavallo del nero · e7 cavallo del bianco · g7 pedone del nero · h7 re del bianco · g6 donna del bianco · g5 pedone del bianco · h5 pedone del nero · f4 pedone del bianco · g4 pedone del nero · h4 re del nero · g3 pedone del nero · a2 pedone del nero · g2 pedone del bianco | c8 alfiere del nero · d8 alfiere del bianco · f8 alfiere del nero · h8 cavallo del nero · e7 cavallo del bianco · g7 pedone del nero · h7 re del bianco · g6 donna del bianco · g5 pedone del bianco · h5 pedone del nero · f4 pedone del bianco · g4 pedone del nero · h4 re del nero · g3 pedone del nero · a2 pedone del nero · g2 pedone del bianco | c8 alfiere del nero · d8 alfiere del bianco · f8 alfiere del nero · h8 cavallo del nero · e7 cavallo del bianco · g7 pedone del nero · h7 re del bianco · g6 donna del bianco · g5 pedone del bianco · h5 pedone del nero · f4 pedone del bianco · g4 pedone del nero · h4 re del nero · g3 pedone del nero · a2 pedone del nero · g2 pedone del bianco | c8 alfiere del nero · d8 alfiere del bianco · f8 alfiere del nero · h8 cavallo del nero · e7 cavallo del bianco · g7 pedone del nero · h7 re del bianco · g6 donna del bianco · g5 pedone del bianco · h5 pedone del nero · f4 pedone del bianco · g4 pedone del nero · h4 re del nero · g3 pedone del nero · a2 pedone del nero · g2 pedone del bianco | 6 |
| 5 | c8 alfiere del nero · d8 alfiere del bianco · f8 alfiere del nero · h8 cavallo del nero · e7 cavallo del bianco · g7 pedone del nero · h7 re del bianco · g6 donna del bianco · g5 pedone del bianco · h5 pedone del nero · f4 pedone del bianco · g4 pedone del nero · h4 re del nero · g3 pedone del nero · a2 pedone del nero · g2 pedone del bianco | c8 alfiere del nero · d8 alfiere del bianco · f8 alfiere del nero · h8 cavallo del nero · e7 cavallo del bianco · g7 pedone del nero · h7 re del bianco · g6 donna del bianco · g5 pedone del bianco · h5 pedone del nero · f4 pedone del bianco · g4 pedone del nero · h4 re del nero · g3 pedone del nero · a2 pedone del nero · g2 pedone del bianco | c8 alfiere del nero · d8 alfiere del bianco · f8 alfiere del nero · h8 cavallo del nero · e7 cavallo del bianco · g7 pedone del nero · h7 re del bianco · g6 donna del bianco · g5 pedone del bianco · h5 pedone del nero · f4 pedone del bianco · g4 pedone del nero · h4 re del nero · g3 pedone del nero · a2 pedone del nero · g2 pedone del bianco | c8 alfiere del nero · d8 alfiere del bianco · f8 alfiere del nero · h8 cavallo del nero · e7 cavallo del bianco · g7 pedone del nero · h7 re del bianco · g6 donna del bianco · g5 pedone del bianco · h5 pedone del nero · f4 pedone del bianco · g4 pedone del nero · h4 re del nero · g3 pedone del nero · a2 pedone del nero · g2 pedone del bianco | c8 alfiere del nero · d8 alfiere del bianco · f8 alfiere del nero · h8 cavallo del nero · e7 cavallo del bianco · g7 pedone del nero · h7 re del bianco · g6 donna del bianco · g5 pedone del bianco · h5 pedone del nero · f4 pedone del bianco · g4 pedone del nero · h4 re del nero · g3 pedone del nero · a2 pedone del nero · g2 pedone del bianco | c8 alfiere del nero · d8 alfiere del bianco · f8 alfiere del nero · h8 cavallo del nero · e7 cavallo del bianco · g7 pedone del nero · h7 re del bianco · g6 donna del bianco · g5 pedone del bianco · h5 pedone del nero · f4 pedone del bianco · g4 pedone del nero · h4 re del nero · g3 pedone del nero · a2 pedone del nero · g2 pedone del bianco | c8 alfiere del nero · d8 alfiere del bianco · f8 alfiere del nero · h8 cavallo del nero · e7 cavallo del bianco · g7 pedone del nero · h7 re del bianco · g6 donna del bianco · g5 pedone del bianco · h5 pedone del nero · f4 pedone del bianco · g4 pedone del nero · h4 re del nero · g3 pedone del nero · a2 pedone del nero · g2 pedone del bianco | c8 alfiere del nero · d8 alfiere del bianco · f8 alfiere del nero · h8 cavallo del nero · e7 cavallo del bianco · g7 pedone del nero · h7 re del bianco · g6 donna del bianco · g5 pedone del bianco · h5 pedone del nero · f4 pedone del bianco · g4 pedone del nero · h4 re del nero · g3 pedone del nero · a2 pedone del nero · g2 pedone del bianco | 5 |
| 4 | c8 alfiere del nero · d8 alfiere del bianco · f8 alfiere del nero · h8 cavallo del nero · e7 cavallo del bianco · g7 pedone del nero · h7 re del bianco · g6 donna del bianco · g5 pedone del bianco · h5 pedone del nero · f4 pedone del bianco · g4 pedone del nero · h4 re del nero · g3 pedone del nero · a2 pedone del nero · g2 pedone del bianco | c8 alfiere del nero · d8 alfiere del bianco · f8 alfiere del nero · h8 cavallo del nero · e7 cavallo del bianco · g7 pedone del nero · h7 re del bianco · g6 donna del bianco · g5 pedone del bianco · h5 pedone del nero · f4 pedone del bianco · g4 pedone del nero · h4 re del nero · g3 pedone del nero · a2 pedone del nero · g2 pedone del bianco | c8 alfiere del nero · d8 alfiere del bianco · f8 alfiere del nero · h8 cavallo del nero · e7 cavallo del bianco · g7 pedone del nero · h7 re del bianco · g6 donna del bianco · g5 pedone del bianco · h5 pedone del nero · f4 pedone del bianco · g4 pedone del nero · h4 re del nero · g3 pedone del nero · a2 pedone del nero · g2 pedone del bianco | c8 alfiere del nero · d8 alfiere del bianco · f8 alfiere del nero · h8 cavallo del nero · e7 cavallo del bianco · g7 pedone del nero · h7 re del bianco · g6 donna del bianco · g5 pedone del bianco · h5 pedone del nero · f4 pedone del bianco · g4 pedone del nero · h4 re del nero · g3 pedone del nero · a2 pedone del nero · g2 pedone del bianco | c8 alfiere del nero · d8 alfiere del bianco · f8 alfiere del nero · h8 cavallo del nero · e7 cavallo del bianco · g7 pedone del nero · h7 re del bianco · g6 donna del bianco · g5 pedone del bianco · h5 pedone del nero · f4 pedone del bianco · g4 pedone del nero · h4 re del nero · g3 pedone del nero · a2 pedone del nero · g2 pedone del bianco | c8 alfiere del nero · d8 alfiere del bianco · f8 alfiere del nero · h8 cavallo del nero · e7 cavallo del bianco · g7 pedone del nero · h7 re del bianco · g6 donna del bianco · g5 pedone del bianco · h5 pedone del nero · f4 pedone del bianco · g4 pedone del nero · h4 re del nero · g3 pedone del nero · a2 pedone del nero · g2 pedone del bianco | c8 alfiere del nero · d8 alfiere del bianco · f8 alfiere del nero · h8 cavallo del nero · e7 cavallo del bianco · g7 pedone del nero · h7 re del bianco · g6 donna del bianco · g5 pedone del bianco · h5 pedone del nero · f4 pedone del bianco · g4 pedone del nero · h4 re del nero · g3 pedone del nero · a2 pedone del nero · g2 pedone del bianco | c8 alfiere del nero · d8 alfiere del bianco · f8 alfiere del nero · h8 cavallo del nero · e7 cavallo del bianco · g7 pedone del nero · h7 re del bianco · g6 donna del bianco · g5 pedone del bianco · h5 pedone del nero · f4 pedone del bianco · g4 pedone del nero · h4 re del nero · g3 pedone del nero · a2 pedone del nero · g2 pedone del bianco | 4 |
| 3 | c8 alfiere del nero · d8 alfiere del bianco · f8 alfiere del nero · h8 cavallo del nero · e7 cavallo del bianco · g7 pedone del nero · h7 re del bianco · g6 donna del bianco · g5 pedone del bianco · h5 pedone del nero · f4 pedone del bianco · g4 pedone del nero · h4 re del nero · g3 pedone del nero · a2 pedone del nero · g2 pedone del bianco | c8 alfiere del nero · d8 alfiere del bianco · f8 alfiere del nero · h8 cavallo del nero · e7 cavallo del bianco · g7 pedone del nero · h7 re del bianco · g6 donna del bianco · g5 pedone del bianco · h5 pedone del nero · f4 pedone del bianco · g4 pedone del nero · h4 re del nero · g3 pedone del nero · a2 pedone del nero · g2 pedone del bianco | c8 alfiere del nero · d8 alfiere del bianco · f8 alfiere del nero · h8 cavallo del nero · e7 cavallo del bianco · g7 pedone del nero · h7 re del bianco · g6 donna del bianco · g5 pedone del bianco · h5 pedone del nero · f4 pedone del bianco · g4 pedone del nero · h4 re del nero · g3 pedone del nero · a2 pedone del nero · g2 pedone del bianco | c8 alfiere del nero · d8 alfiere del bianco · f8 alfiere del nero · h8 cavallo del nero · e7 cavallo del bianco · g7 pedone del nero · h7 re del bianco · g6 donna del bianco · g5 pedone del bianco · h5 pedone del nero · f4 pedone del bianco · g4 pedone del nero · h4 re del nero · g3 pedone del nero · a2 pedone del nero · g2 pedone del bianco | c8 alfiere del nero · d8 alfiere del bianco · f8 alfiere del nero · h8 cavallo del nero · e7 cavallo del bianco · g7 pedone del nero · h7 re del bianco · g6 donna del bianco · g5 pedone del bianco · h5 pedone del nero · f4 pedone del bianco · g4 pedone del nero · h4 re del nero · g3 pedone del nero · a2 pedone del nero · g2 pedone del bianco | c8 alfiere del nero · d8 alfiere del bianco · f8 alfiere del nero · h8 cavallo del nero · e7 cavallo del bianco · g7 pedone del nero · h7 re del bianco · g6 donna del bianco · g5 pedone del bianco · h5 pedone del nero · f4 pedone del bianco · g4 pedone del nero · h4 re del nero · g3 pedone del nero · a2 pedone del nero · g2 pedone del bianco | c8 alfiere del nero · d8 alfiere del bianco · f8 alfiere del nero · h8 cavallo del nero · e7 cavallo del bianco · g7 pedone del nero · h7 re del bianco · g6 donna del bianco · g5 pedone del bianco · h5 pedone del nero · f4 pedone del bianco · g4 pedone del nero · h4 re del nero · g3 pedone del nero · a2 pedone del nero · g2 pedone del bianco | c8 alfiere del nero · d8 alfiere del bianco · f8 alfiere del nero · h8 cavallo del nero · e7 cavallo del bianco · g7 pedone del nero · h7 re del bianco · g6 donna del bianco · g5 pedone del bianco · h5 pedone del nero · f4 pedone del bianco · g4 pedone del nero · h4 re del nero · g3 pedone del nero · a2 pedone del nero · g2 pedone del bianco | 3 |
| 2 | c8 alfiere del nero · d8 alfiere del bianco · f8 alfiere del nero · h8 cavallo del nero · e7 cavallo del bianco · g7 pedone del nero · h7 re del bianco · g6 donna del bianco · g5 pedone del bianco · h5 pedone del nero · f4 pedone del bianco · g4 pedone del nero · h4 re del nero · g3 pedone del nero · a2 pedone del nero · g2 pedone del bianco | c8 alfiere del nero · d8 alfiere del bianco · f8 alfiere del nero · h8 cavallo del nero · e7 cavallo del bianco · g7 pedone del nero · h7 re del bianco · g6 donna del bianco · g5 pedone del bianco · h5 pedone del nero · f4 pedone del bianco · g4 pedone del nero · h4 re del nero · g3 pedone del nero · a2 pedone del nero · g2 pedone del bianco | c8 alfiere del nero · d8 alfiere del bianco · f8 alfiere del nero · h8 cavallo del nero · e7 cavallo del bianco · g7 pedone del nero · h7 re del bianco · g6 donna del bianco · g5 pedone del bianco · h5 pedone del nero · f4 pedone del bianco · g4 pedone del nero · h4 re del nero · g3 pedone del nero · a2 pedone del nero · g2 pedone del bianco | c8 alfiere del nero · d8 alfiere del bianco · f8 alfiere del nero · h8 cavallo del nero · e7 cavallo del bianco · g7 pedone del nero · h7 re del bianco · g6 donna del bianco · g5 pedone del bianco · h5 pedone del nero · f4 pedone del bianco · g4 pedone del nero · h4 re del nero · g3 pedone del nero · a2 pedone del nero · g2 pedone del bianco | c8 alfiere del nero · d8 alfiere del bianco · f8 alfiere del nero · h8 cavallo del nero · e7 cavallo del bianco · g7 pedone del nero · h7 re del bianco · g6 donna del bianco · g5 pedone del bianco · h5 pedone del nero · f4 pedone del bianco · g4 pedone del nero · h4 re del nero · g3 pedone del nero · a2 pedone del nero · g2 pedone del bianco | c8 alfiere del nero · d8 alfiere del bianco · f8 alfiere del nero · h8 cavallo del nero · e7 cavallo del bianco · g7 pedone del nero · h7 re del bianco · g6 donna del bianco · g5 pedone del bianco · h5 pedone del nero · f4 pedone del bianco · g4 pedone del nero · h4 re del nero · g3 pedone del nero · a2 pedone del nero · g2 pedone del bianco | c8 alfiere del nero · d8 alfiere del bianco · f8 alfiere del nero · h8 cavallo del nero · e7 cavallo del bianco · g7 pedone del nero · h7 re del bianco · g6 donna del bianco · g5 pedone del bianco · h5 pedone del nero · f4 pedone del bianco · g4 pedone del nero · h4 re del nero · g3 pedone del nero · a2 pedone del nero · g2 pedone del bianco | c8 alfiere del nero · d8 alfiere del bianco · f8 alfiere del nero · h8 cavallo del nero · e7 cavallo del bianco · g7 pedone del nero · h7 re del bianco · g6 donna del bianco · g5 pedone del bianco · h5 pedone del nero · f4 pedone del bianco · g4 pedone del nero · h4 re del nero · g3 pedone del nero · a2 pedone del nero · g2 pedone del bianco | 2 |
| 1 | c8 alfiere del nero · d8 alfiere del bianco · f8 alfiere del nero · h8 cavallo del nero · e7 cavallo del bianco · g7 pedone del nero · h7 re del bianco · g6 donna del bianco · g5 pedone del bianco · h5 pedone del nero · f4 pedone del bianco · g4 pedone del nero · h4 re del nero · g3 pedone del nero · a2 pedone del nero · g2 pedone del bianco | c8 alfiere del nero · d8 alfiere del bianco · f8 alfiere del nero · h8 cavallo del nero · e7 cavallo del bianco · g7 pedone del nero · h7 re del bianco · g6 donna del bianco · g5 pedone del bianco · h5 pedone del nero · f4 pedone del bianco · g4 pedone del nero · h4 re del nero · g3 pedone del nero · a2 pedone del nero · g2 pedone del bianco | c8 alfiere del nero · d8 alfiere del bianco · f8 alfiere del nero · h8 cavallo del nero · e7 cavallo del bianco · g7 pedone del nero · h7 re del bianco · g6 donna del bianco · g5 pedone del bianco · h5 pedone del nero · f4 pedone del bianco · g4 pedone del nero · h4 re del nero · g3 pedone del nero · a2 pedone del nero · g2 pedone del bianco | c8 alfiere del nero · d8 alfiere del bianco · f8 alfiere del nero · h8 cavallo del nero · e7 cavallo del bianco · g7 pedone del nero · h7 re del bianco · g6 donna del bianco · g5 pedone del bianco · h5 pedone del nero · f4 pedone del bianco · g4 pedone del nero · h4 re del nero · g3 pedone del nero · a2 pedone del nero · g2 pedone del bianco | c8 alfiere del nero · d8 alfiere del bianco · f8 alfiere del nero · h8 cavallo del nero · e7 cavallo del bianco · g7 pedone del nero · h7 re del bianco · g6 donna del bianco · g5 pedone del bianco · h5 pedone del nero · f4 pedone del bianco · g4 pedone del nero · h4 re del nero · g3 pedone del nero · a2 pedone del nero · g2 pedone del bianco | c8 alfiere del nero · d8 alfiere del bianco · f8 alfiere del nero · h8 cavallo del nero · e7 cavallo del bianco · g7 pedone del nero · h7 re del bianco · g6 donna del bianco · g5 pedone del bianco · h5 pedone del nero · f4 pedone del bianco · g4 pedone del nero · h4 re del nero · g3 pedone del nero · a2 pedone del nero · g2 pedone del bianco | c8 alfiere del nero · d8 alfiere del bianco · f8 alfiere del nero · h8 cavallo del nero · e7 cavallo del bianco · g7 pedone del nero · h7 re del bianco · g6 donna del bianco · g5 pedone del bianco · h5 pedone del nero · f4 pedone del bianco · g4 pedone del nero · h4 re del nero · g3 pedone del nero · a2 pedone del nero · g2 pedone del bianco | c8 alfiere del nero · d8 alfiere del bianco · f8 alfiere del nero · h8 cavallo del nero · e7 cavallo del bianco · g7 pedone del nero · h7 re del bianco · g6 donna del bianco · g5 pedone del bianco · h5 pedone del nero · f4 pedone del bianco · g4 pedone del nero · h4 re del nero · g3 pedone del nero · a2 pedone del nero · g2 pedone del bianco | 1 |
|   | a | b | c | d | e | f | g | h |   |

Soluzione:
1. Db1!   (min. 2. Dh1#)

1... axb1=D+ 2. g6 Dxg6+ 3. Cxg6#

2... Axe7 3. Axe7#